# Абаньяле, Джованни
Джова́нни Абанья́ле (итал. Giovanni Abagnale; род. 11 января 1995, Граньяно) — итальянский гребец, выступающий за национальную сборную Италии по академической гребле с 2011 года. Бронзовый призёр летних Олимпийских игр в Рио-де-Жанейро, чемпион Европы, обладатель серебряной медали чемпионата мира, призёр этапов Кубка мира.

## Биография
Джованни Абаньяле родился 11 января 1995 года в городе Граньяно региона Кампания, Италия. В детстве ходил в секции плавания и баскетбола, заниматься греблей начал в возрасте четырнадцати лет в 2010 году по совету своего школьного учителя.
Впервые заявил о себе на международной арене уже в 2011 году, когда вошёл в состав итальянской национальной сборной и побывал на чемпионате мира среди юниоров в Итоне, откуда привёз награду золотого достоинства, выигранную в распашных восьмёрках с рулевым. Год спустя повторил это достижение на мировом первенстве в Пловдиве. Ещё через год на аналогичных соревнованиях в Тракае стал серебряным призёром в безрульных четвёрках.
Первого серьёзного успеха на взрослом уровне добился в сезоне 2014 года, выиграв бронзовую медаль в четвёрках на чемпионате Европы в Белграде.
В 2015 году в двойках стал серебряным призёром домашнего этапа Кубка мира в Варесе, тогда как на чемпионате мира в Эгбелет-ле-Лак выступил в восьмёрках и занял в финале шестое место.
Благодаря череде удачных выступлений удостоился права защищать честь страны на летних Олимпийских играх 2016 года в Рио-де-Жанейро — в программе безрульных двоек вместе с напарником Марко ди Костанцо финишировал в финале третьим, уступив только командам из Новой Зеландии и Южной Африки, и получил тем самым бронзовую олимпийскую медаль.
После Олимпиады Абаньяле остался в составе гребной команды Италии и продолжил принимать участие в крупнейших международных регатах. Так, в 2017 году в зачёте безрульных четвёрок он одержал победу на европейском первенстве в Рачице и получил серебро на мировом первенстве в Сарасоте.
В 2018 году стартовал на чемпионате Европы в Глазго и на чемпионате мира в Пловдиве, но попасть здесь в число призёров не сумел.